# ضریب بازگشت

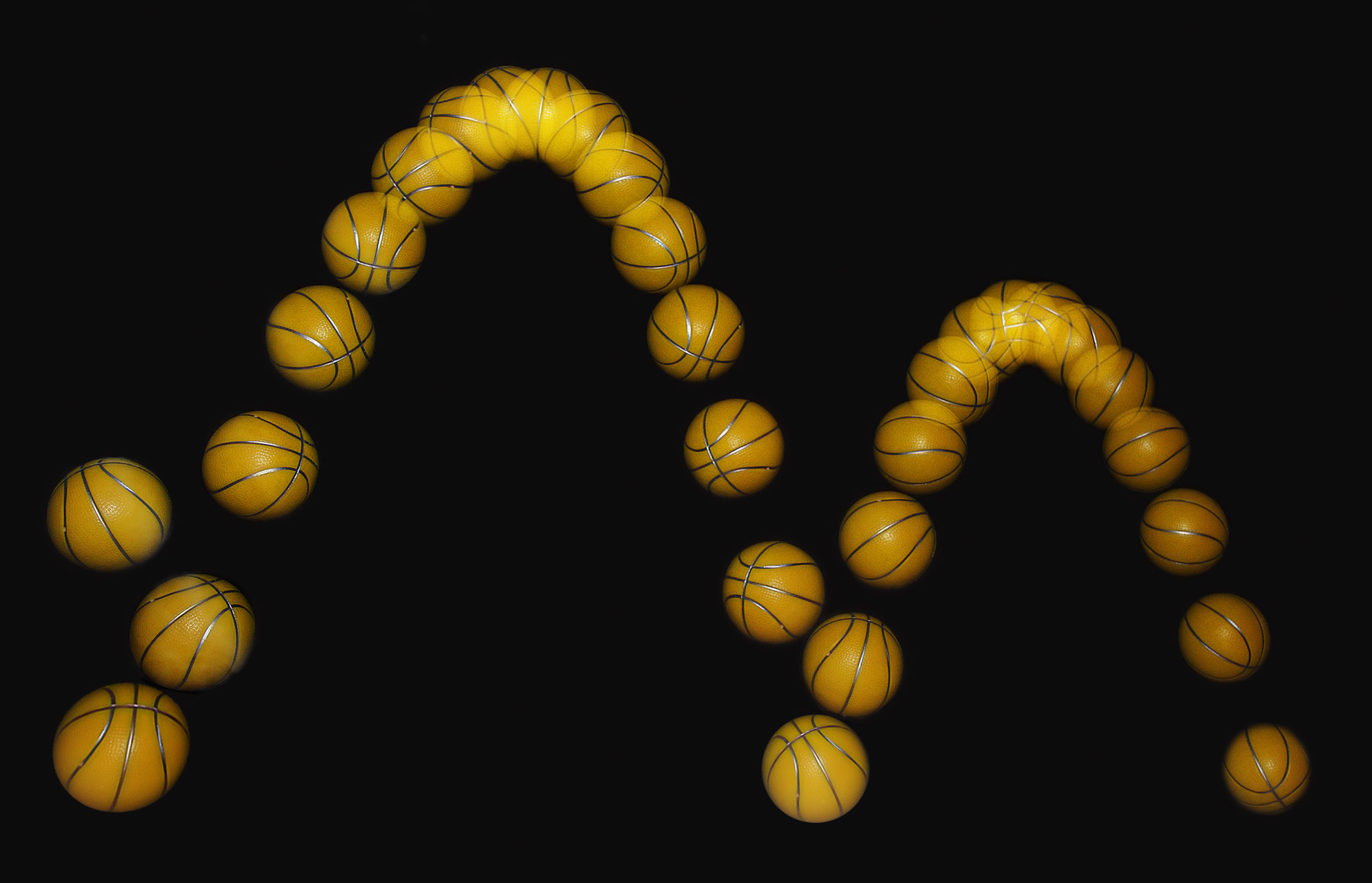
نمایی از پرش توپ که توسط فلاش استروبوسکوپی با سرعت ۲۵ عکس در ثانیه گرفته‌شده است: با نادیده‌گرفتن مقاومت هوا، ریشهٔ دوم نسبت ارتفاع یک‌پرش به جهش قبلی، ضریب بازگشت ضربه توپ/سطح را نشان می‌دهد.

ضریب بازگشت ({\displaystyle \epsilon }) یا ضریب جهندگی برای جسم‌هایی با هر شکلی، به‌طور مناسب، با «منفی نسبت سرعت عمودی نسبی پس از برخورد به سرعت عمودی نسبی پیش از برخورد» تعریف می‌شود. از بررسی انجام شده در بالا، به نظر می‌رسد که ضریب برخورد دو جسم به این عامل‌ها وابسته است: (۱) سرعت نزدیکی‌یشان، (۲) شکلشان، (۳) اندازه‌یشان، (۴) جرمشان، (۵) ضریب کشسانی، (۶) چگالی محیطی که برخورد در آن روی می‌دهد.
در مورد گوی‌های برخوردی، اتلاف انرژی مکانیکی انتقالی در هنگام برخورد به دلیل جابه‌جایی دایمی لایه‌های اتمی سطحی گلوله‌ها بیشتر از انرژی اتلافی در ساختار لرزشی است. این مورد لزوماً برای جسم‌هایی با شکل‌های دیگر برقرار نیست.
ضریب بازگشت ((coefficient of restitution) COR که با e نیز نشان داده می شود)، نسبت سرعت نسبی جدایی پس از برخورد به سرعت نسبی نزدیک شدن قبل از برخورد است. می توان آن را به عنوان جذر نسبت انرژی جنبشی نهایی به انرژی جنبشی اولیه تعریف کرد. معمولاً بین ۰ تا ۱ است که در آن ۱ یک برخورد کاملاً الاستیک است. یک برخورد کاملا غیرالاستیک دارای ضریب ۰ است، اما مقدار ۰ لازم نیست کاملا غیرالاستیک باشد. در تست سختی Leeb rebound اندازه گیری می شود که به صورت ۱۰۰۰ برابر e بیان می شود، اما فقط یک e معتبر برای این آزمایش است، نه به عنوان یک e جهانی برای ماده مورد آزمایش.
این مقدار تقریباً همیشه کمتر از ۱ است زیرا انرژی جنبشی انتقالی اولیه در اثر انرژی جنبشی چرخشی، تغییر شکل پلاستیک و گرما از دست می‌رود. اگر در حین برخورد ناشی از یک واکنش شیمیایی، کاهش انرژی دورانی، یا کاهش انرژی داخلی دیگری که به سرعت پس از برخورد کمک می کند، افزایش انرژی وجود داشته باشد، e می تواند بیش از ۱ باشد.

## جزئیات بیشتر
خط برخورد - خطی است که e در امتداد آن مشخص می شود یا در صورت عدم وجود نیروی واکنش مماسی بین سطوح برخورد کننده، نیروی برخورد در امتداد این خط بین اجسام تقسیم می شود. e به عنوان یک پارامتر یک بعدی بدون بعد تعریف می شود.

### محدوده مقادیر برای e - ثابت در نظر گرفته می شود
```
e
 معمولاً یک 
عدد حقیقی
 مثبت بین ۰ و ۱ است :
```

- e = 0 : این یک برخورد غیرالاستیک کامل  است.
- 0 < e < 1 : این یک برخورد غیرالاستیک واقعی است که در آن مقداری انرژی جنبشی تلف می شود.
- e = 1 : این یک برخورد الاستیک کامل است که در آن هیچ انرژی جنبشی هدر نمی‌رود و اجسام با همان سرعت نسبی که نزدیک می‌شوند از یکدیگر باز می‌گردند.
- e < 0 : یک (coefficient of restitution) COR کمتر از صفر نشان دهنده برخوردی است که در آن سرعت جدایی اجسام همان جهت (علامت) سرعت نزدیک شدن آنها است، که به معنای عبور اجسام از یکدیگر بدون درگیری کامل است. این همچنین ممکن است به عنوان یک انتقال ناقص تکانه در نظر گرفته شود. یک مثال از این ممکن است یک جسم کوچک و متراکم باشد که از یک جسم بزرگ و کم تراکم تر عبور می کند - به عنوان مثال، گلوله ای که از یک هدف می گذرد.
- e > 1 : این نشان دهنده برخوردی است که در آن انرژی آزاد می شود، برای مثال، توپ های بیلیارد نیتروسلولز می توانند به معنای واقعی کلمه در نقطه برخورد منفجر شوند. همچنین، برخی از مقالات اخیر برخوردهای سوپرالاستیک را توصیف کرده‌اند که در آن‌ها استدلال می‌شود که e می‌تواند در یک مورد خاص از برخوردهای مایل مقدار بیشتری از یک بگیرد. این پدیده‌ها به دلیل تغییر مسیر برگشتی ناشی از اصطکاک هستند. در چنین برخوردهایی انرژی جنبشی در نوعی انفجار آزاد می شود.ممکن است برای انفجار کامل یک سیستم صلب ∞ = e باشد.

#### جسم‌های دوتایی
e ویژگی دو جسم در برخورد است، نه یک جسم واحد. اگر یک جسم معین با دو جسم مختلف برخورد کند، هر برخورد e خود را دارد. هنگامی که برای یک جسم ضریب بازگشت تعریف می شود، یک ویژگی ذاتی برای آن جسم نیست، بلکه برای برخورد بین دو کره ی یکسان یا بین جسم و یک دیوار کاملاً صلب تعریف شده است.
یک دیوار کاملاً صلب وجود ندارد، اما در صورت بررسی e کره‌هایی با مدول الاستیسیته بسیار کوچک‌ تر، می‌توان آن را با یک بلوک فولادی تقریب زد. در غیر این صورت، e بر اساس سرعت برخورد به روشی پیچیده تر بالا می رود و سپس پایین می آید .

#### رابطه با پایستگی انرژی و تکانه
در یک برخورد یک بعدی، دو اصل کلیدی عبارتند از: بقای انرژی (پایداری انرژی جنبشی در صورتی که برخورد کاملاً کشسان باشد) و پایستگی تکانه (خطی). معادله سوم را می توان از این دو استخراج کرد، که همان معادله استرداد است که در بالا ذکر شد. هنگام حل مسائل، می توان از هر دو معادله از سه معادله استفاده کرد. مزیت استفاده از معادله استرداد این است که گاهی اوقات راه ساده تری برای رسیدن به جواب مسئله ارائه می دهد.
{\displaystyle m_{1}} و {\displaystyle m_{2}}  به ترتیب جرم جسم های یک و دو هستند. {\displaystyle u_{1}}  و {\displaystyle u_{2}}  سرعت اولیه و {\displaystyle v_{1}} و {\displaystyle v_{2}} نیز سرعت نهایی جسم هستنند.
{\displaystyle \left\{{\begin{array}{l}{\frac {1}{2}}m_{1}u_{1}^{2}+{\frac {1}{2}}m_{2}u_{2}^{2}={\frac {1}{2}}m_{1}v_{1}^{2}+{\frac {1}{2}}m_{2}v_{2}^{2}\\m_{1}u_{1}+m_{2}u_{2}=m_{1}v_{1}+m_{2}v_{2}\end{array}}\right.}
از معادله اول :
{\displaystyle m_{1}\left(u_{1}^{2}-v_{1}^{2}\right)=m_{2}\left(v_{2}^{2}-u_{2}^{2}\right)}
{\displaystyle m_{1}\left(u_{1}+v_{1}\right)\left(u_{1}-v_{1}\right)=m_{2}\left(v_{2}+u_{2}\right)\left(v_{2}-u_{2}\right)}
از معادله دوم :
{\displaystyle m_{1}\left(u_{1}-v_{1}\right)=m_{2}\left(v_{2}-u_{2}\right)}
بعد از تقسیم :
{\displaystyle u_{1}+v_{1}=v_{2}+u_{2}}
{\displaystyle u_{1}-u_{2}=-\left(v_{1}-v_{2}\right)}
{\displaystyle {\frac {\left|v_{2}-v_{1}\right|}{\left|u_{1}-u_{2}\right|}}=1}
معادله بالا معادله استرداد است و ضریب بازگشت (استرداد) 1 است که یک برخورد کاملاً کشسان (الاستیک) است.

### تغییرات COR به دلیل شکل جسم و برخوردهای خارج از مرکز
هنگامی که اجسام در حال برخورد جهت حرکتی ندارند که با مراکز جرم fa:مرکز جرم و نقطه برخورد آنها همسو باشد، یا اگر سطوح تماس آنها در آن نقطه عمود بر آن خط نباشد، مقداری انرژی که برای اختلاف سرعت بعد از برخورد در دسترس می‌بود، در اثر چرخش و اصطکاک از بین خواهد رفت. تلفات انرژی ناشی از ارتعاش و صدای حاصله معمولاً ناچیز است.

## محاسبه
برای محاسبه ضریب بازگشت از انرژِ دو جسم یا سرعت نسبی آنها قبل و بعد از برخورد استفاده می شود.
ضریب بازگشت با سرعت نسبی = سرعت نسبی پس از برخورد تقسیم بر سرعت نسبی پیش از برخورد
ضریب بازگشت با انرژی نسبی = جذر (انرژی جنبشی پس از برخورد تقسیم بر انرژی جنبشی پیش از برخورد)

## کاربردها

### تجهیزات ورزشی
- در چوب‌‌های گلف که سر لاغری دارند از «اثر ترامپولین » استفاده می‌شود که در نتیجه خم شدن و در نتیجه آزاد شدن انرژی ذخیره شده که ضربه بیشتری به توپ می‌دهد، درایوهای (ضربه از نقطه شروع بازی گلف) مسافت بیشتری ایجاد می‌کند. USGAen:United States Golf Association(سازمان گلف آمریکا) چوب های گلف را برای COR آزمایش می کند و ۰/۸۳  را حد بالا  قرار داده است. COR تابعی از نرخ‌ های سرعت کلاهک ها است و با افزایش سرعت کلاهک کاهش می‌یابد. در گزارش COR از ۰/۸۴۵ برای ۹۰ مایل در ساعت تا ۰/۷۹۷ در ۱۳۰ مایل در ساعت متغیر است. "اثر ترامپولین" که در بالا اشاره شد، این را نشان می دهد چراکه با افزایش زمان برخورد، میزان تنش برخورد را کاهش می دهد.
- طبق مقاله‌ای (در مورد COR در راکت‌های تنیس)، "برای شرایط معیار، ضریب استرداد استفاده شده برای همه راکت‌ها ۰/۸۵ است، که متغیرهای کشش سیم و سفتی قاب را حذف می‌کند که می‌تواند ضریب بازگشت را بیشتر یا از آن کم کند."
- فدراسیون بین‌المللی تنیس روی میز مشخص می‌کند که وقتی توپ از ارتفاع ۳۰/۵ سانتی‌متری روی یک بلوک فولادی استاندارد پرتاب می‌شود، باید ۲۴ تا ۲۶ سانتی‌متر به بالا پرتاب شود و در نتیجه  COR آن بین ۰/۸۸۷ تا ۰/۹۲۳ باشد.
- COR یک توپ بسکتبال این گونه تعیین می‌شود که  توپ وقتی از ارتفاع ۱۸۰۰ میلی متر رها می‌شود به ارتفاع 960 تا 1160 میلی‌متر بازگردد که منجر به COR بین ۰/۷۳ - ۰/۸۰ می‌شود.

## روابط و معادله ها
در مورد برخورد یک بعدی شامل دو جسم، جسم A و جسم B، ضریب بازگشت به صورت زیر داده می شود :
{\displaystyle e={\frac {\left|v_{b}-v_{a}\right|}{\left|u_{a}-u_{b}\right|}}}
{\displaystyle v_{a}} (سرعت نهایی جسم A پس از برخورد است)
{\displaystyle v_{b}} (سرعت نهایی جسم B پس از برخورد است)
{\displaystyle u_{a}} (سرعت اولیه جسم A قبل از برخورد است)
{\displaystyle u_{b}} (سرعت اولیه جسم B قبل از برخورد است)
اگرچه e به صراحت به جرم اجسام بستگی ندارد، مهم است که توجه داشته باشیم که سرعت های نهایی وابسته به جرم هستند. برای برخورد دو و سه بعدی اجسام صلب، سرعت های مورد استفاده اجزای عمود بر خط مماس/صفحه در نقطه تماس، یعنی در امتداد خط برخورد است.
برای جسمی که به یک هدف ثابت می خورد و برمی گردد می شود ، e به عنوان نسبت سرعت جسم پس از برخورد به سرعت قبل از برخورد تعریف می شود :
{\displaystyle e={\frac {v}{u}}}
{\displaystyle v} (سرعت جسم پس از ضربه است)
{\displaystyle u} (سرعت جسم قبل از برخورد است)
در حالتی که بتوان از نیروهای اصطکاک چشم پوشی کرد و جسم از حالت سکون به سطح افقی رها شود، این معادل با :
{\displaystyle e={\sqrt {\frac {h}{H}}}}
{\displaystyle h} (ارتفاع پرش است)
{\displaystyle H} (ارتفاع افت است)
ضریب بازگشت را می توان به عنوان یک معیا برای میزانی که انرژی مکانیکی ، وقتی که یک جسم به سطحی میخورد و برمی گردد ، حفظ می شود در نظر گرفت. در مورد جسمی که به یک هدف ثابت میخورد و برمی گردد، تغییر در انرژی پتانسیل گرانشی، {\displaystyle E_{p}}، در طول برخورد اساساً صفر است. بنابراین، e مقایسه ای بین انرژی جنبشی، {\displaystyle E_{p}}، جسم بلافاصله قبل از برخورد با انرژی بلافاصله پس از برخورد است :
{\displaystyle e={\sqrt {\frac {E_{k},{\text{ (after impact) }}}{E_{k},{\text{ (before impact) }}}}}={\sqrt {\frac {{\frac {1}{2}}mv^{2}}{{\frac {1}{2}}mu^{2}}}}={\sqrt {\frac {v^{2}}{u^{2}}}}={\frac {v}{u}}}
در مواردی که می توان نیروهای اصطکاک را نادیده گرفت (تقریباً همه آزمایشگاه های دانشجویی در این موضوع)، و جسم از حالت سکون بر روی یک سطح افقی رها می شود، موارد فوق، معادل مقایسه بین {\displaystyle E_{p}}جسم در ارتفاع سقوط  با در ارتفاع پرش آن است. در این حالت، تغییر در {\displaystyle E_{k}} صفر است ( جسم اساساً در طول برخورد در حالت استراحت و همچنین در راس پرش در حالت استراحت است). بدین ترتیب :
{\displaystyle e={\sqrt {\frac {E_{p},{\text{ (at bounce height) }}}{E_{p},{\text{ (at drop height) }}}}}={\sqrt {\frac {mgh}{mgh}}}={\sqrt {\frac {h}{H}}}}

## سرعت ها بعد از ضربه
معادلات برخورد در یک بعد بین ذرات الاستیک را می توان برای استفاده از e تغییر داد، بنابراین برای برخوردهای غیرکشسان و هر احتمالی در بین آن ها نیز قابل استفاده است.
{\displaystyle v_{a}={\frac {m_{a}u_{a}+m_{b}u_{b}+m_{b}C_{R}\left(u_{b}-u_{a}\right)}{m_{a}+m_{b}}}}
و
{\displaystyle v_{b}={\frac {m_{a}u_{a}+m_{b}u_{b}+m_{a}C_{R}\left(u_{a}-u_{b}\right)}{m_{a}+m_{b}}}}
{\displaystyle v_{a}} (سرعت نهایی اولین جسم پس از برخورد است)
{\displaystyle v_{b}} (سرعت نهایی جسم دوم پس از برخورد است)
{\displaystyle u_{a}} (سرعت اولیه اولین جسم قبل از برخورد است)
{\displaystyle u_{b}} (سرعت اولیه جسم دوم قبل از برخورد است)
{\displaystyle m_{a}} (جرم جسم اول است)
{\displaystyle m_{b}} (جرم جسم دوم است)

### مشتقات
معادلات فوق را می توان از حل تحلیلی سیستم معادلات تشکیل شده توسط تعریف e و قانون پایستگی تکانه (که برای همه برخوردها صادق است) بدست آورد. با استفاده از یادداشت بالا که در آن u نشان دهنده سرعت قبل از برخورد و v بعد از برخورد است، به دست می آید :
{\displaystyle m_{a}u_{a}+m_{b}u_{b}=m_{a}v_{a}+m_{b}v_{b}}
{\displaystyle C_{R}={\frac {\left|v_{b}-v_{a}\right|}{\left|u_{a}-u_{b}\right|}}}
از حل معادله پایستگی تکانه برای {\displaystyle v_{a}} و تعریف ضریب بازگشت برای {\displaystyle v_{b}} به دست می آید :
{\displaystyle {\frac {m_{a}u_{a}+m_{b}u_{b}-m_{b}v_{b}}{m_{a}}}=v_{a}}
{\displaystyle v_{b}=C_{R}(u_{a}-u_{b})+v_{a}}
سپس، جایگزینی {\displaystyle v_{b}} در معادله اول و سپس حل برای {\displaystyle v_{a}} به دست می‌دهد :
{\displaystyle {\frac {m_{a}u_{a}+m_{b}u_{b}+m_{b}C_{R}\left(u_{a}-u_{b}\right)-m_{b}v_{a}}{m_{a}}}=v_{a}}
{\displaystyle {\frac {m_{a}u_{a}+m_{b}u_{b}+m_{b}C_{R}\left(u_{b}-u_{a}\right)}{m_{a}}}=v_{a}\left[1+{\frac {m_{b}}{m_{a}}}\right]}
{\displaystyle {\frac {m_{a}u_{a}+m_{b}u_{b}+m_{b}C_{R}\left(u_{b}-u_{a}\right)}{m_{a}+m_{b}}}=v_{a}}
محاسبات مشابه، فرمول {\displaystyle v_{b}} را به دست می دهد.

### تغییرات e به دلیل شکل جسم و برخوردهای خارج از مرکز
هنگامی که جهت حرکت اجسام در حال برخورد با مراکز ثقل fa:مرکز جرم و نقطه برخورد آنها همسو نباشد، یا اگر سطوح تماس آنها در نقطه برخورد عمود بر آن خط نباشد،مقداری انرژی که به خاطر اختلاف سرعت بعد از برخورد در دسترس می‌بود، در اثر چرخش و اصطکاک از بین خواهد رفت. تلفات انرژی ناشی از ارتعاش و صدای حاصله معمولاً ناچیز است.

### برخورد مواد مختلف و اندازه گیری عملی
هنگامی که یک جسم نرم به جسم سخت تری برخورد می کند، بیشتر انرژی موجود برای سرعت پس از برخورد در جسم نرم ذخیره می شود. e به میزان کارآمدی جسم نرم در ذخیره سازی انرژی در فشرده سازی بدون از دست دادن آن در اثر گرما و تغییر شکل پلاستیک بستگی دارد. توپ لاستیکی بهتر از گلوله شیشه ای نسبت به بتن منعکس می شود، اما e شیشه روی شیشه بسیار بالاتر از لاستیک روی لاستیک است زیرا مقداری از انرژی در لاستیک هنگام فشرده شدن برای گرما از دست می رود. هنگامی که یک توپ لاستیکی با یک توپ شیشه ای برخورد می کند، e کاملاً به لاستیک بستگی دارد. به همین دلیل، تعیین e یک ماده در زمانی که مواد یکسانی برای برخورد وجود ندارد، با استفاده از یک ماده بسیار سخت‌تر بهتر است.
از آنجایی که هیچ ماده کاملاً سفت و سختی وجود ندارد، مواد سخت مانند فلزات و سرامیک ها از نظر تئوری e خود را با در نظر گرفتن برخورد بین کره های یکسان تعیین می کنند. در عمل، ممکن است از گهواره نیوتن ۲ توپی استفاده شود، اما چنین تنظیمی برای آزمایش سریع نمونه ها مناسب نیست.
تست سختی Leeb Rebound تنها تست رایج در دسترس مربوط به تعیین e است. از یک نوک کاربید تنگستن، یکی از سخت‌ترین مواد موجود، استفاده می‌کند که از ارتفاعی خاص روی نمونه‌های آزمایشی ریخته می‌شود. اما شکل نوک، سرعت ضربه و کاربید تنگستن همه متغیرهایی هستند که بر نتیجه ای که بر حسب 1000*e بیان می شود تأثیر می گذارند. برای موادی که مستقل از آزمایش هستند، e هدف ارائه نمی شود.